# Voinești (gmina Vulturești)
Voinești – wieś w Rumunii, w okręgu Vaslui, w gminie Vulturești. W 2011 roku liczyła 373 mieszkańców.